# Лора М'юр
Лора М'юр (англ. Laura Muir; нар. 9 травня 1993) — британська легкоатлетка, яка спеціалізується у бігу на середні дистанції.

## Спортивні досягнення
Срібна олімпійська призерка у бігу на 1500 метрів (2021). Учасниця олімпійських змагань з бігу на 1500 метрів на Іграх-2016, де посіла 7-е місце.
Срібна призерка чемпіонату світу у бігу на 1500 метрів (2022). Фіналістка змагань з бігу на 1500 метрів (4-е місце у 2017, 5-те місце у 2015 та 2019) та 5000 метрів (6-е місце у 2017) на чемпіонатах світу.
Срібна (у бігу на 1500 метрів) та бронзова (у бігу на 3000 метрів) призерка чемпіонату світу в приміщенні (2018).
Чемпіонка Європи у бігу на 1500 метрів (2018).
Чемпіонка (у бігу на 1500 метрів) та бронзова призерка (у бігу на 800 метрів) Ігор Співдружності (2022).
Чотириразова чемпіонка Європи в приміщенні — двічі у бігу на 1500 метрів (2017, 2019) та двічі у бігу на 3000 метрів (2017, 2019).
Бронзова призерка чемпіонату Європи серед молоді у бігу на 1500 метрів (2013).
Рекордсменка Європи в приміщенні у бігу на 1000 та 3000 метрів.
Багаторазова чемпіонка та рекордсменка Великої Британії.